# مجلس السيادة السوداني (1965-1967)
مجلس السيادة السوداني الثالث  أو مجلس السيادة الثالث في السودان ثالث مجلس سيادة في السودان، وجاء المجلس بعد انتخابات نيابية عامة هي الثالثة في تاريخ في السودان، حيث حلَّ محل مجلس السيادة السوداني الثاني الذي كان يدير شؤون البلاد لفترة انتقالية عقب الإطاحة بحكم الفريق إبراهيم عبود. حكم مجلس السيادة الثالث السودان ما بين عامي 1965 حتى 1967، وتكوّن من خمسة أعضاء، وجرى التعديل على أعضاءه مرة واحدة، حيث خرج منه عضوان وجاء آخران ليحلا بدلًا عنهما.

## أعضاء المجلس
- التشكيلة الأولى:
  - إسماعيل الأزهري
  - خضر حمد
  - عبد الله الفاضل المهدي
  - عبد الحليم محمد
  - لوبجي أدوك
- التشكيلة الثانية، جائت بعد تعديل على أعضاءه، حيث خرج منه كل عبد الله الفاضل المهدي وعبد الحليم محمد وحل محلهما  كل من عبد الرحمن عابدون وداود الخليفة عبد الله، حيث أصبح المجلس مكونًا من:[1]
- فيلمون ماجوك
- عبد الرحمن عابدون
- إسماعيل الأزهري
- خضر حمد
- داود الخليفة عبد الله